# Sylvie Denis
Sylvie Denis, nacida el 10 de noviembre de 1963 en Talence, Francia, es una escritora francesa de ciencia ficción y fantasía.
Autora de relatos y novelista, recibió  el premio Solaris en 1988 por L'Anniversaire de Caroline, el premio Rosny aîné para obras de ciencia ficción en francés en 2000 por Dedans, hors y el premio Julia-Verlanger en 2004 por Haute-École. Fue ensayista, crítica, antóloga, traductora y editora de la revista de los años noventa Cyberdreams. Es considerada por la crítica como una gran dama de la ciencia ficción francesa, tanto por sus múltiples actividades en el campo como por su apego a la ciencia ficción, dando un gran lugar a las tecnociencias y su impacto en las sociedades humanas.

## Biografía

### Juventud y formación
Sylvie Denis nació en una familia modesta de Saint-Gaudens, que se mudó a Ussel cuando tenía ocho años. Se interesó por la ciencia ficción bastante pronto, primero a través de una serie de televisión y luego al descubrir los libros de la colección Fleuve Noir Anticipation dedicados a la ciencia ficción.
Se dedicó a la docencia y se convirtió en profesora de inglés.

### Principios
Sus primeros textos aparecieron a finales de la década de 1980. Su cuento L'Anniversaire de Caroline recibió el Premio Solaris en 1988 y se incluyó en su primera colección, Jardins virtuales, en 1995.
En 1993, fue transferida a la escuela secundaria Jean Monnet en Coñac, y se instaló en esta ciudad.
Cofundadora a mediados de la década de 1990 de la revista Cyberdreams (1994-1998), que recibió el Grand Prix de l'Imaginaire en 1996, fue redactora jefa única de los dos últimos números. Ha contribuido en gran medida a dar a conocer a Greg Egan en Francia. Entre las antologías que ha reunido, mencionamos especialmente Escales 2001, que reúne la  flor y nata de la ciencia ficción francófona.
También publicó muchos cuentos en este momento y fue considerada una novelista excepcional. Recibió el premio Rosny ainé en 2000 por Inside, outside. Su colección Jardins Virtuels fue reeditada en 2003 por Gallimard en una versión muy ampliada (trece cuentos en lugar de cinco). Aclamada por la crítica; la revista Bifrost habla de Sylvie Denis como una " gran dama de la ciencia ficción francófona.

### Escritora profesional
En 2002 deja la docencia para vivir de la escritura.
Su primera novela, Haute-École ( 2004 ), publicada por Éditions de l'Atalante, es una obra de fantasía negra perfectamente atípica, que se basa en una profunda reflexión sobre la noción de educación. La escuela de magos descrita allí, con sus estudiantes brutalmente obligados a especializarse en una sola actividad mágica (por ejemplo, sirviendo como " bisagra mágica en la puerta de la ciudad), representa claramente la antítesis de la de Harry Potter : la forma de educación practicada allí es de castración mental más que de enseñanza.
Además de Greg Egan, también ha traducido a autores anglosajones de ciencia ficción como Alastair Reynolds, Catherine Asaro o Stephen Baxter, estos dos últimos en colaboración con Roland C. Wagner . Su traducción de la novela de Megan Lindholm (con el seudónimo de Robin Hobb), Wizard of the Pigeons (Le Dernier Magicien) fue galardonada por unanimidad del jurado con el premio Imaginales 2004.
Una segunda novela para adultos, La Saison des singes, fue lanzada en marzo de 2007. También ha publicado los relatos "Les îles dans le ciel" en 2008 y "Phénix futur", en 2009, con ediciones Mango, en la colección juvenil Autres mondes.
En 2009, publicó la colección de cuentos Pèlerinage .
En 2012 apareció L'Empire du sommeil, continuación de La Saison des singes.
En 2013, pocos meses después de un accidente en la nacional 10 que le costó la vida a su compañero Roland C. Wagner y en el que ella resultó herida, Sylvie Denis dejó Coñac donde había pasado 20 años por el Gers.
En 2020, es, junto a Sara Doke, una de las invitadas de la Convención Nacional de Ciencia Ficción de Francia.

## Obras

### Novelas
- L'Invité de verre, 1997. Forma parte del colectivo Agence Arkham, detectives especializados en lo paranormal en que participaron diversos autores.
- Haute-école,[9] ed. L'Atalante, 2004
- La Saison des singes,[10] ed. L'Atalante, 2007
- Les Îles dans le ciel, ed. Mango jeunesse, 2008
- Phénix Futur, ed. Mango jeunesse, 2009
- L'Empire du sommeil, ed. L'Atalante, 2012, continuación de La Saison des singes

### Colecciones de relatos
- Jardins virtuels, ed. Cyberdreams, 1995, recopilación de cinco relatos; edición revisada y aumentada, Gallimard, núm. 126, 2003, (trece relatos)[11]
- Pèlerinage, ed. ActuSF, 2009, cinco relatos

### Relatos
- "Hôtels", en Les Passeurs de millénaires,  1996
- Dedans, dehors, 1999)